# Fido Solutions
Pour les articles homonymes, voir Fido.
Fido Solutions, est une grande entreprise de téléphonie mobile canadienne fondée en 1996. Depuis 2004, Fido est une filiale de Rogers Sans-fil qui est elle-même une filiale de Rogers Communications.
En pratique, Fido est une marque de commerce de Rogers Communications.

## Historique

Ancien logo utilisé de 1996 à 2008

Fondé en 1996 par l'entreprise québécoise Microcell Telecommunications, Fido Solutions fut le premier à lancer la téléphonie mobile GSM au Canada, et le premier en Amérique à offrir le service GPRS sur son réseau. En novembre 2004, la compagnie Microcell est achetée par Rogers Communications par une transaction estimée à 1,4 milliard de dollars. La marque de commerce Fido Solutions demeure distincte de celle de Rogers Sans Fil.